# Pachybrachis bivittatus
Pachybrachis bivittatus (лат.) — вид жуков-скрытоглавов из семейства листоедов (Chrysomelidae). Северная Америка: Канада и США. Длина самцов 3,12 ± 0,16 мм, ширина 1,64 ± 0,05 мм. Основная окраска желтоватая с чёрными отметинами; проторакс рыжеватый; пигидиум жёлтый. Ассоциирован с растениями рода Salix spp. (Salicaceae). Вид был впервые описан в 1824 году американским энтомологом Томасом Сэйем
.